# Nottingham Open II 2021
Il Nottingham Open II 2021, noto come Nottingham Trophy, è stato un torneo professionistico di tennis che si è giocato su campi in erba. Il torneo maschile ha fatto parte della categoria Challenger 125 nell'ambito dell'ATP Challenger Tour 2021 e quello femminile della categoria W100+H nell'ambito dell'ITF Women's World Tennis Tour 2021. L'evento si è tenuto dal 14 al 20 giugno 2021 sui campi in erba del Nottingham Tennis Centre di Nottingham, nel Regno Unito.
L'evento, 6ª edizione dell'Ilkley Trophy, in origine si sarebbe dovuto disputare a Ilkley, ma a causa della pandemia di coronavirus si è preferito spostarlo a Nottingham per garantire maggiore sicurezza ai partecipanti, evitando eccessivi spostamenti.

## Partecipanti ATP Challenger

### Teste di serie
| Nazionalità   | Giocatore         | Ranking* | Testa di serie |
| ------------- | ----------------- | -------- | -------------- |
| Francia       | Richard Gasquet   | 53       | 1              |
| Corea del Sud | Kwon Soon-woo     | 91       | 2              |
| Italia        | Andreas Seppi     | 98       | 3              |
| Sudafrica     | Kevin Anderson    | 100      | 4              |
| Svezia        | Mikael Ymer       | 105      | 5              |
| Kazakistan    | Michail Kukuškin  | 106      | 6              |
| Giappone      | Yūichi Sugita     | 110      | 7              |
| Giappone      | Yasutaka Uchiyama | 115      | 8              |

- Ranking al 31 maggio 2021.

### Altri partecipanti
I seguenti giocatori hanno ricevuto una wildcard per il tabellone principale:
- Jay Clarke
- Anton Matusevich
- Aidan McHugh

I seguenti giocatori sono entrati in tabellone usando il ranking protetto:
- Tomáš Macháč

I seguenti giocatori sono entrati in tabellone come alternate:
- Thomas Fabbiano
- Leonardo Mayer
- Gō Soeda

I seguenti giocatori sono passati dalle qualificazioni:
- Alex Bolt
- Marius Copil
- Ernesto Escobedo
- Ramkumar Ramanathan

I seguenti giocatori sono entrati in tabellone come lucky loser:
- Zhang Zhizhen

### Punti e montepremi
| Torneo    | Torneo              | V      | F      | SF    | QF    | 2T    | 1T    | Q    | Q2   | Q1   |
| Singolare | Punti               | 125    | 75     | 45    | 25    | 10    | 0     | 5    | 2    | 0    |
| Singolare | Premi in denaro (€) | 18 290 | 10 770 | 6 370 | 3 710 | 2 180 | 1 320 | N.D. | 660  | 330  |
| Doppio    | Punti               | 125    | 75     | 45    | 25    | N.D.  | 0     | N.D. | N.D. | N.D. |
| Doppio    | Premi in denaro (€) | 7 870  | 4 570  | 2 740 | 1 630 | N.D.  | 920   | N.D. | N.D. | N.D. |

## ITF W100+H

### Altre partecipanti
Le seguenti giocatrici hanno ricevuto una wildcard per il tabellone principale:
Le seguenti giocatrici sono passate dalle qualificazioni:

## Campioni

### Singolare maschile
Alex Bolt ha sconfitto in finale  Kamil Majchrzak con il punteggio di 4-6, 6-4, 6-3.

### Doppio maschile
Marc Polmans /  Matt Reid hanno sconfitto in finale  Benjamin Bonzi /  Antoine Hoang con il punteggio di 6-4, 4-6, [10-8].

### Singolare femminile
Alison Van Uytvanck ha sconfitto in finale  Arina Rodionova con il punteggio di 6-0, 6-4.

### Doppio femminile
Monica Niculescu /  Elena-Gabriela Ruse hanno sconfitto in finale  Priscilla Hon /  Storm Sanders con il punteggio di 7-5, 7-5.